# Methanothermaceae
Famille
Classification phylogénétique
- Classe : Methanobacteria
  - Ordre : Methanobacteriales
    - Famille : Methanobacteriaceae
      - Genre : Methanobacterium
      - Genre : Methanobrevibacter
      - Genre : Methanosphaera
      - Genre : Methanothermobacter

    - Famille : Methanothermaceae
      - Genre : Methanothermus

Les Methanothermaceae sont une famille d'archées de l'ordre des Methanobacteriales.